# Philippe Léger
Philippe Léger (* 10. Oktober 1938 in Charenton-le-Pont; † 25. Januar 2023) war ein französischer Jurist und von 1994 bis 2006 Generalanwalt am Gerichtshof der Europäischen Gemeinschaften.

## Werdegang
Philippe Léger war zunächst von 1966 bis 1970 im französischen Justizministerium als Magistrat tätig. Er wurde Leiter des Kabinetts und dann 1976 Fachberater im Kabinett des Ministeriums für Lebensqualität. Von 1976 bis 1978 folgte eine Tätigkeit als Fachberater im Justizministerium Frankreichs und dann bis 1983 eine Tätigkeit als stellvertretender Direktor für Straf- und Gnadensachen. 1983 bis 1986 war er Richter am Cour d’Appel de Paris, dem Appellationsgericht in Paris. 1986 war er stellvertretender Leiter des Kabinetts des Justizministeriums. Hieran schloss sich von 1986 bis 1993 die Tätigkeit als Präsident des Tribunal de Grande Instance in Bobigny an. Ein Tribunal de grande instance entspricht in etwa einem Landgericht in Deutschland. 1993 und 1994 war er Leiter des Kabinetts des Justizministers und außerdem Generalanwalt an dem Cour d'appel de Paris. Neben diesen Tätigkeiten war Philippe Léger zusätzlich 1988 bis 1993 auch Assistenzprofessor an der Universität René Descartes in Paris.
Ab dem 7. Oktober 1994 bis zum 6. Oktober 2006 war er Generalanwalt am Europäischen Gerichtshof. Während seiner Zeit als Generalanwalt befasste er sich unter anderem mit Fällen zu Schrottimmobilien, die Weitergabe von Fluggastdaten an Behörden der USA, aber auch zu Fällen aus dem Steuerrecht.